# Trimetilborato
Il trimetilborato o trimetossiborano è il composto chimico di formula B(OCH3)3, ed è l'estere metilico dell'acido borico. In condizioni normali è un liquido incolore di odore gradevole, facilmente infiammabile, e brucia con una fiamma di colore verde. È spesso classificato come organoborano, benché non contenga alcun legame boro-carbonio.

## Storia
Il trimetilborato fu sintetizzato per la prima volta nel 1846 dal chimico francese Jacques-Joseph Ebelmen facendo reagire tricloruro di boro e alcol metilico.

## Struttura molecolare e configurazione elettronica
Il trimetilborato è un composto molecolare monomerico. La molecola ha struttura triangolare planare, con l'atomo di boro al centro ibridato sp2. L'orbitale 2pz è vuoto; per questo motivo la molecola ha la reattività tipica di un acido di Lewis, e tende ad acquistare elettroni da specie donatrici.

## Sintesi
Il trimetilborato si può preparare in vari modi; a livello industriale la sintesi più utilizzata sfrutta la reazione tra acido borico e alcol metilico, allontanando l'acqua prodotta per favorire lo spostamento verso destra dell'equilibrio
B(OH)3 + 3CH3OH ⇄ B(OCH3)3 + 3H2O
In laboratorio si può usare come prodotto di partenza un alogenuro di boro:
BX3 + 3CH3OH ⇄ B(OCH3)3 + 3HX

## Reattività
Il trimetilborato è un composto piuttosto stabile, ma in presenza di acqua reagisce formando acido borico e alcole metilico.

## Usi
Il trimetilborato è utilizzato assieme all'idruro di sodio per la sintesi del boroidruro di sodio,
4NaH + B(OCH3)3 → NaBH4 + 3NaOCH3
ed è usato come flussante gassoso nei processi di saldatura e brasatura. Si può utilizzare anche come materiale di partenza per la sintesi di acidi boronici usati nella condensazione di Suzuki.

## Tossicità / Indicazioni di sicurezza
B(OCH3)3 è un liquido volatile facilmente infiammabile che può formare miscele esplosive con l'aria. I dati tossicologici sul trimetilborato sono scarsi, ma dato che a contatto con l'umidità atmosferica forma metanolo ci si può aspettare irritazione delle mucose per contatto, e danni neurotossici a carico della vista e dei reni per ingestione. Non ci sono dati che indichino proprietà cancerogene.